# Eamonn Walker
Eamonn Walker (Londen, 12 juni 1962) is een Brits acteur.

## Biografie
Walker werd geboren in Londen, zijn vader komt van Grenada en zijn moeder van Trinidad en Tobago. Hij studeerde af in maatschappelijk werk aan de University of North London in Islington. Later studeerde hij ook aan de New York Film Academy in New York. Tijdens zijn studie leerde hij ook dansen en werd lid van de theatergezelschap Explosive Dance Theatre Company in Londen, een abces in zijn musculus triceps surae eindigde zijn danscarrière. 
Sinds 1985 speelt Walker in Britse en Amerikaanse televisieseries en films. Hij debuteerde in Dempsey and Makepeace en was in de originele versie van In voor- en tegenspoed te zien als de homoseksuele Winston. Hij is vooral bekend van zijn rol als Kareem Said in de televisieserie Oz waar hij in 51 afleveringen speelde (1997-2003), en als chief Wallace Boden in de televisieserie Chicago Fire waar hij al in 253 afleveringen speelde (2012-heden). Voor zijn rol in Oz kreeg hij in 1997 een CableACE Award in de categorie Beste Acteur in een Dramaserie.
Walker is getrouwd en heeft hieruit drie kinderen. 

## Filmografie

### Films
Uitgezonderd korte films.
- 2011 17th Precinct – als Wilder Blanks
- 2011 A Lonely Place to Die – als Andy
- 2010 Legacy – als Darbell Gray jr.
- 2010 The Company Men – als Danny
- 2009 Blood and Bone – als James
- 2009 The Messenger – als kolonel Stuart Dorsett
- 2008 Cadillac Records – als Howlin' Wolff
- 2008 Othello (Shakespeare's Globe Theatre) – als Othello
- 2005 Lord of War – als Andre Baptiste sr.
- 2005 Duma – als Ripkuna
- 2003 Tears of the Sun – als Ellis Pettigrew
- 2002 Whitewash: The Clarence Brandley Story – als Jew Don Boney
- 2001 Othello – als John Othello
- 2000 Unbreakable – als dr. Mathison
- 2000 Once in the Life – als Tony
- 2000 Homicide: The Movie – als Eric Thomas James
- 1997 Supply & Demand – als Jake
- 1991 Young Soul Rebels – als Carlton

### Televisieseries
Uitgezonderd eenmalige gastrollen.
- 2012-heden Chicago Fire – als chief Wallace Boden – 253+ afl.
- 2014-2020 Chicago P.D. - als chief Wallace Boden - 13 afl.
- 2017-2019 Chicago Med - als chief Wallace Boden - 4 afl.
- 2012 Strike Back – als Walter Lutulu – 2 afl.
- 2011 Lights Out – als Ed Romeo – 2 afl.
- 2010-2011 The Whole Truth – als Terrence Edgecomb – 13 afl.
- 2009 Kings – als Eohram Samuels – 12 afl.
- 2009 Moses Jones – als Solomon – 3 afl.
- 2006-2007 Justice – als Luther Graves – 13 afl.
- 2006 ER – als dr. Stephen Dakarai – 3 afl.
- 2004 Rose and Maloney – als George Parris – 2 afl.
- 1997-2003 Oz – als Kareem Said – 51 afl.
- 1998 Supply & Demand – als Jake Brown – 4 afl.
- 1995-1996 The Governor – als Snoopy Oswald – 6 afl.
- 1993 Birds of a Feather – als Colin – 3 afl.
- 1988-1989 The Bill – als P.C. Haynes – 54 afl.
- 1985-1987 In Sickness and in Health – als Winston – 18 afl.

- Bibliothèque nationale de France: cb15501417s (data)
- Gemeinsame Normdatei: 1061624331
- International Standard Name Identifier: 0000 0003 6108 2938
- Library of Congress Control Number: no2002079869
- MusicBrainz: e057a2c5-0c31-4e13-9b3c-4cc878b305a7
- Nationale Bibliotheek van Tsjechië: xx0040258
- Nationale Bibliotheek van Israël: 987007447237705171
- Système universitaire de documentation: 16044618X
- Virtual International Authority File: 222549283
- WorldCat: E39PBJxxcDGKBQ7XqDdvWbPCwC